# Zlepencová terasa
Slepencová terasa (slovensky Zlepencová terasa) je přírodní památka v katastrálním území města Šahy v okrese Levice v Nitranském kraji na Slovensku. Území bylo vyhlášeno v roce 2001 a jeho rozloha je 1,21 hektaru. Předmětem ochrany jsou pozůstatky říčních teras v Ipeľské nivě.